# Афала
Афалата (Tursiops truncatus), наричана още бутилконос делфин, афалина или пъхтун, е морски бозайник от семейство Делфинови (Delphinidae). За разлика от обикновения делфин има по-къса муцуна и черна елипсовидна ивица около очите. Гръбната страна на тялото ѝ е черна или тъмносива, а коремната – светла. Широко разпространена е в умерените и тропически води на Световния океан. Един от трите вида делфини, които се срещат в Черно море. Обитава предимно плитки води в шелфовата зона в целия басейн на Черно море. Застрашен вид.
Има от 18 до 26 малки конични остри зъба от всяка страна на горната и долната челюст (общо до 104 зъба). Храни се предимно с дребни риби, змиорки и калмари, които обитават придънните водни слоеве. Има тегло до 500 кг и дължина до 4,5 м. Може да плува със скорост 70 км/ч.

## Начин на живот
В Черно море е по-рядък от обикновения делфин. Придвижва се на неголеми стада от по няколко десетки индивида. Храни се предимно с придънни риби – дори морски лисици, морски котки, писии, скорпид, както и със скариди.

## Таксономия
Скорошни молекулярни изследвания разграничават два вида афали:
- Обикновена афала (Tursiops truncatus), към която спада и Черноморската (Tursiops truncatus ponticus);
- Индо-тихоокеанска афала (Tursiops aduncus), считана по-рано за подвид. Има тъмносив гръб и бял корем, изпъстрен със сиви петна. Среща се по крайбрежието на Индия, Австралия и Южен Китай.

Някои учени определят тихоокеанските афали (Tursiops truncatus gillii) като самостоятелен вид.